# جوان شاندلير
جوان شاندلير (بالإنجليزية: Joan Chandler)‏ (و. 1923 – 1979 م) هي ممثلة، وممثلة مسرحية، وممثلة تلفزيونية، من الولايات المتحدة الأمريكية، ولدت في بتلر، توفيت في مدينة نيويورك، عن عمر يناهز 56 عاماً بسبب سرطان.

## وصلات خارجية
- جوان شاندلير على موقع IMDb (الإنجليزية)
- جوان شاندلير على موقع ألو سيني (الفرنسية)
- جوان شاندلير على موقع أول موفي (الإنجليزية)
- جوان شاندلير على موقع قاعدة بيانات برودواي على الإنترنت (الإنجليزية)
- جوان شاندلير على موقع قاعدة بيانات الأفلام السويدية (السويدية)
- جوان شاندلير على موقع قاعدة بيانات الفيلم (الإنجليزية)
- جوان شاندلير على موقع كينوبويسك (الروسية)